# Publius Cornelius Scipio (Konsulartribun)
Publius Cornelius Scipio war ein römischer Priester, Rhetor und Historiker. Er entstammte dem Zweig der Scipionen aus der Gens der Cornelier.
Lucius Cornelius Scipio war der erste überlieferte Träger des Cognomens Scipio (Stab). Er soll diesen Namen erhalten haben, weil er seinem erblindeten Vater als Stab gedient hatte. Nach traditioneller Überlieferung galt er als einer der Konsulartribunen der Jahre 395 und 394 v. Chr. Alle weiteren ihm zugeschriebenen Ämter wie die des Interrex 391 und 389 v. Chr. sind unklar.